# LiveJournal

LiveJournal (souvent abrégé en LJ) est une communauté virtuelle dont les utilisateurs peuvent tenir un blogue ou un journal. C'est aussi le nom du logiciel libre conçu pour matérialiser les échanges communautaires.  
Les principales différences entre LiveJournal et les autres sites de blogues sont ses caractéristiques de communauté autonome et de réseau social analogues à celles de Friendster et MySpace par exemple. 

## Histoire
LiveJournal est créé en 1999 par Brad Fitzpatrick (en) pour rester en contact avec ses amis de lycée.
En janvier 2005, la société de logiciels de blogues Six Apart a acheté Danga Interactive, la société appartenant à Fitzpatrick qui fait marcher LiveJournal. 
En 2007, Six Apart revend LiveJournal à la société russe SUP Media (en), qui à partir de 2009 commence à rapatrier ses services en Russie, jusqu'en décembre 2016, où elle rapatrie enfin les serveurs. 
En 2014, LiveJournal comptabilise aux États-Unis 10 millions de visiteurs uniques par mois, 30 millions de visiteurs mensuels et 170 millions de pages vues. 
En avril 2017, LiveJournal change ses conditions générales d'utilisation pour les rendre compatibles avec la législation russe. LiveJournal devient alors partenaire du média russe en ligne Gazeta.ru.